# Ladislav Haas
Ladislav László Haas (geboren 1. März 1904 in Hričovské Podhradie (Österreich-Ungarn) heute Slowakei; gestorben Februar 1986 in London) war ein promovierter tschechoslowakischer Psychoanalytiker.

## Leben
Er war der Enkel von Maximilian Miksa Haas (1865–1944) aus Slavnica und Marie Irma Haas, geborene Kolben (1875–1944) aus Brvnište. Er hatte mehrere Geschwister, drei Schwestern und zwei Brüder. Ladislav Haas studierte Medizin in Ungarn und von 1922 bis 1929 an der deutschsprachigen Karl-Ferdinands-Universität in Prag. Haas interessierte sich für Sigmund Freuds Überlegungen zur Aphasie. Er hörte bei Otto Pötzl, während dessen Lehrtätigkeit in Prag, Vorlesungen. Haas trat 1926 der KPD bei und gehörte zu der Gruppe von kommunistischen Psychoanalytikern um Wilhelm Reich. Nach seinem Studium praktizierte Haas als Psychiater in Berlin. In Deutschland absolvierte er zuvor eine dreijährige Krankenhauspraxis in Pathologie, Innere Medizin und Gynäkologie. Ladislav Haas war sehr sprachbegabt, so habe er sechs Sprachen gesprochen.
Nach der Machtübergabe an die Nationalsozialisten ging er nach Prag und arbeitete dort als Allgemeinmediziner. Als Haas im Jahre 1933 nach Prag zurückgekehrt war, war er politisch und beruflich sehr aktiv. Im Jahre 1934 wurde er wegen seines Engagements für die Kommunisten für sechs Wochen inhaftiert. Seit dem Jahre 1936 war er Vorsitzender der kommunistischen medizinischen Fraktion. Nach der deutschen Besetzung der Tschechoslowakei Anfang 1939 floh er mit seiner Frau, einer Kinderärztin, nach England. Er erhielt eine Arbeitsgenehmigung und arbeitete in einer psychiatrischen Klinik in Warwick. Im März 1939 wanderte er nach England aus. 1942 erhielt er einen Abschluss in englischer Medizin in Oxford. Er erwarb die englische Staatsbürgerschaft. Seit 1948 ist er in der ambulanten Psychiatrie tätig. Später arbeitete er abwechselnd in England, Košice und Prag. Dann kehrte Haas im Jahre 1945 zurück und arbeitete als Neurologe in Košice.
Nach dem Krieg wuchs das Interesse an der Psychoanalyse und so hatte die Fachrichtung an der Karls Universität einen akademischen Platz. Die Gruppe veröffentlichte zwei Jahrbücher, 1947 und 1948. Nach der kommunistischen Revolution blieben nur wenige Mitglieder der Studiengruppe der Psychoanalyse treu. Denn nach der kommunistischen Machtergreifung 1948 übernahm er, wie seine Kollegen Theodor Dozuskov und Otakar Kučera  (1906–1981), die als stalinistische Parteidoktrin befohlene Pawlowsche Lehre. Während der Fünfziger-Jahre arbeitete die Gruppe wieder in der Illegalität, zumeist trafen sich die Mitglieder im Privaten. Zu jener Gruppe gehörten neben Theodor Dosuzkov, seine Schüler Otokar Kucera, einem Kinderpsychiater, Ladislav Haas und die Psychologin Marie Benova (1908–1987), und wenige andere an. Die Mitglieder verdienten ihren Lebensunterhalt als Psychiater, Psychologen oder Lehrer. Auf wissenschaftlichem Gebiet war Dosuzkov das aktivste Mitglied der Gruppe, seine Bemühung galten vor allem der Integration Pawlowscher Konzepte mit der Freudschen Psychoanalyse.
Während Chrustschows Regierungszeit und dessen Kritik an Stalins Personenkult kam es auch in der ČSSR zu einer kurzen Phase der Öffnung, so publizierte im Jahre 1957 das offizielle tschechoslowakische Journal für Psychiatrie eine psychoanalytische Fallstudie mit dem Titel „Frigidität und prämenstruelles Syndrom“ des tschechischen Psychiaters und Psychoanalytikers Ladislav Haas. Die Herausgeber des Journals hoben aber in einer Fußnote hervor, dass die Haltung des Autors nicht mit jener der Herausgeber übereinstimme.
Haas wurde bei der ärztlichen Behandlung des Politikers Klement Gottwald, der seit 1948 Staatspräsident und Diktator der ČSSR war, herangezogen.
Gottwald starb 1953 an seiner Syphilis-Erkrankung, und Haas wurde ohne Prozess und ohne Beweis für zwei Jahre inhaftiert und gefoltert. Nach der Entstalinisierung konnte er wieder als Arzt arbeiten.
Dosuzkov, Kucera und Haas konnten Anfang der Sechziger sogar noch IPA-Kongresse besuchen, so besuchten die drei  tschechischen „Untergrund-Psychoanalytiker“ im Jahre  1964 auch gemeinsam das Sigmund-Freud-Institut in Frankfurt am Main, als dieses gerade in das neue Gebäude in der Myliusstraße umgezogen war. Alexander Mitscherlich empfing sie damals mit allen Ehren. Haas verließ 1964 erneut die Tschechoslowakei und wurde in England Mitglied der British Psychoanalytical Society (BPS). Im Jahre 1966 trat Haas in Kontakt zu Ronald D. Laing in der Tavistock Clinic. Er blieb in Kontakt mit Dosuzkov und Kučera, kehrte aber nicht mehr zurück.
Die Psychoanalytikerin Hana Junová, geborene Smržová (* 1937) begann in Prag eine damals illegale psychoanalytische Ausbildung mit einer Analyse bei Ladislav Haas, die sie, nachdem dieser 1966 nach London emigriert war, bei Otakar Kučera fortsetzte.

## Publikationen (Auswahl)
- Frigidita a premenstrualni syndrom. Česká a slovenská psychiatrie, Vol. 53, 4. (1957)
- The secondary defensive struggle against the symptom in sexual disturbances. International Journal of Psycho-Analysis, 49 (2-3), (1968), S. 402–407
- Letter to the Editor International Review of Psycho‑Analysis, 10 (1983) : 237.